# Oshkosh Corporation

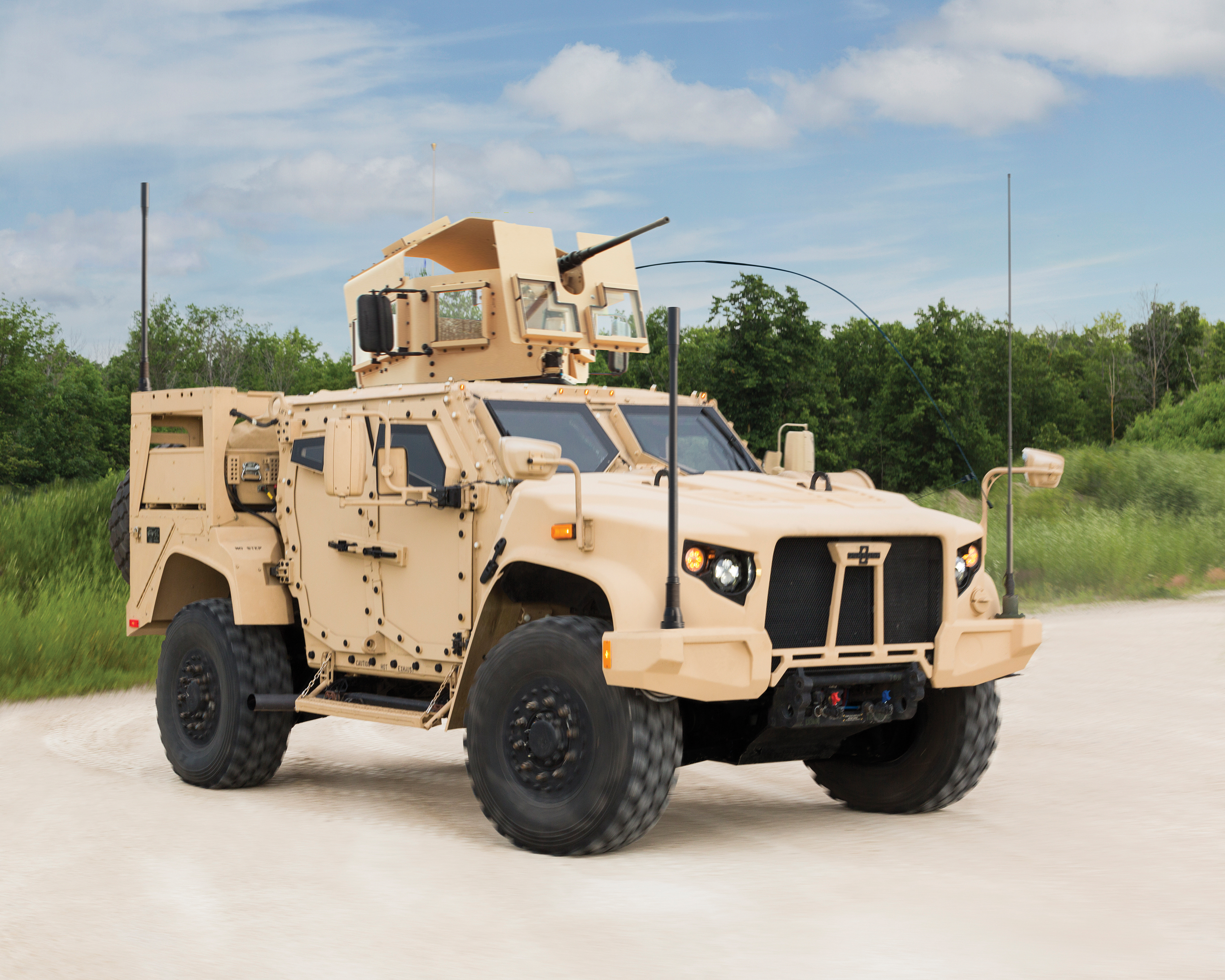
Oshkosh-L-ATV Joint Light Tactical Vehicle

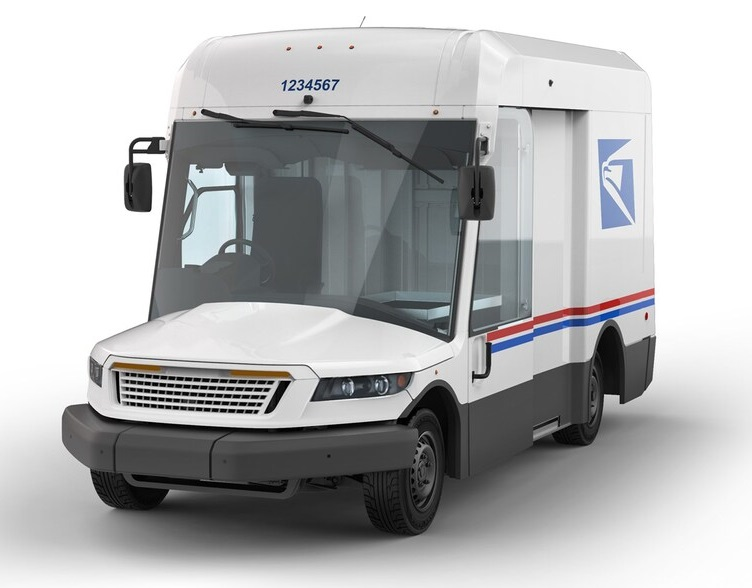
Oshkosh NGDV voor US Postal

Oshkosh Corporation, (voorheen: Oshkosh Truck) is een Amerikaans bedrijf dat vrachtwagens, militaire voertuigen en crashtenders vervaardigt.

## Geschiedenis
William Besserdich en Bernhard Mosling zijn de oprichters van het bedrijf. William Besserich was eerder mede-oprichter van de Four Wheel Drive Auto Company. Ze hadden een differentieel ontwikkeld voor vierwielaandrijving voor voertuigen. Eerst probeerden ze dit product aan andere fabrikanten te verkopen, maar zij toonden echter geen interesse. De twee besloten in 1917 een eigen bedrijf op te richten onder de naam Wisconsin Duplex Auto Company.
Hun eerste voertuig was de "Old Betsy" en deze staat tentoongesteld in het hoofdkantoor van Oshkosh Corporation. De eerste vrachtwagen die in productie kwam was de Model A, waarvan er zeven zijn gemaakt in 1918. In 1920 verhuisde het bedrijf naar een groter terrein in Oshkosh en werd de naam gewijzigd in Oshkosh Motor Truck Manufacturing Company. Hierna volgden de Model B en Model F. De jaar productie lag op een laag niveau en in 1929 rolde het 500e voertuig uit de fabriek. Het Model TR kwam in 1933 op de markt en was de eerste grondverzetmachine op rubberbanden.
Het Model 50-50, geïntroduceerd in 1955, was de eerste vrachtwagen die speciaal werd gemaakt voor het vervoeren van beton. De W2206 was het eerste voertuig voor reddings- en brandbestrijdingsacties op vliegvelden en werd in grote aantallen aangeschaft door het Amerikaanse leger. Dit voertuig kon ook uitgerust worden met een sneeuwschuif of sneeuwblazer. Oshkosh heeft ook vliegtuigtrekkers geproduceerd, zelfs groot genoeg om de Lockheed C-5 Galaxy-transportvliegtuig te verslepen. In 1967 werd de naam gewijzigd in Oshkosh Truck Corporation. In 1972 telde het bedrijf 500 medewerkers.
In 1976 kreeg het bedrijf een contract voor de levering van 744 Oshkosh M911-transportvoertuigen voor zwaar materieel van het Amerikaanse leger. Oshkosh Defense is nu een belangrijke leverancier van middelzware en zware tactische vrachtwagens. In 1984 werden de aandelen genoteerd op de NASDAQ effectenbeurs.
In 1996 werd Pierce Manufacturing overgenomen voor US$ 158 miljoen. Pierce is een fabrikant van brandweervoertuigen met een jaaromzet van zo'n US$ 180 miljoen. Oshkosh behaalde in het boekjaar voor de overname een omzet van US$ 400 miljoen.
JLG Industries werd in 2006 overgenomen en dit was de grootste acquisitie in de geschiedenis van Oshkosh. JLG is een fabrikant van verreikers en hoogwerkers en Oshkosh betaalde US$ 3,2 miljard, inclusief bestaande schulden. JLG behaalde een omzet van US$ 2,3 miljard in 2006. JLG maakte na de afronding van deze transactie ongeveer 40% van de totale omzet van Oshkosh uit.
In 2015 volgde een groot contract voor de productie van de Joint Light Tactical Vehicle (JLTV), de vervanger voor de AM General Humvee. De eerste order bedroeg 16.901 exemplaren met een contractwaarde van US$ 6,7 miljard. In totaal zijn er zo’n 60.000 exemplaren nodig waarmee het orderbedrag kan oplopen tot US$ 30 miljard. In 2018 volgde een groot contract voor de bouw van een serie middelzware tactische voertuigen (FMTV A2).
De United States Postal Service verleende in maart 2022 de opdracht voor postvrachtwagens, de Next Generation Delivery Vehicle (NGDV). Het Amerikaanse postbedrijf zal er minimaal 50.000 en maximaal 165.000 eenheden van bestellen over een periode van tien jaar. Een deel hiervan zal wordt geleverd met een elektrische motor. De productie is in 2023 begonnen.

## Activiteiten
De fabrikant stelt wereldwijd 15.000 mensen te werk, waarvan zo'n 9000 productie medewerkers, en is actief in meer dan 130 landen. Oshkosh heeft naast de Amerikaanse hoofdafdeling vestigingen in België, Frankrijk, Roemenië, Brazilië, Mexico, Canada, China en Australië. Het zwaartepunt van de activiteiten ligt in Noord-Amerika.
Het bedrijf levert gespecialiseerd materieel, zoals verreikers, militaire voertuigen, brandbestrijdende voertuigen en vrachtwagens voor commercieel gebruik, zoals vuilniswagens en mobiele betonmolens.
Oshkosh Corporation is in 2001 verhuisd van de NASDAQ naar de New York Stock Exchange.
Het bedrijf had een gebroken boekjaar. In oktober 2021 besloot de onderneming dit te wijzigen en het einde van het boekjaar verschoof van 30 september naar 31 december. Het jaar 2022 was het eerste boekjaar dat gelijk is aan het kalanderjaar.